# 루디아노
루디아노(Rudiano)는 이탈리타 롬바르디아주 브레시아도의 코무네이다.
이 지역의 면적은 총 9 제곱킬로미터이며 고도는 117미터이다. 2011년 기준으로 인구 수는 총 5,917명이다.